# 56 Eridani
56 Eridani, eller DX Eridani, är en eruptiv variabel av Gamma Cassiopeiae-typ (GCAS) i stjärnbilden Eridanus. 
Stjärnan varierar mellan visuell magnitud +5,76 och 5,98 utan någon fastställd periodicitet. Den befinner sig på ett avstånd av ungefär 4870 ljusår.